# Circonscription de Fiseha Genet
La circonscription de Fiseha Genet est une des 121 circonscriptions législatives de l'État fédéré des nations, nationalités et peuples du Sud, elle se situe dans la Zone Gedeo. Son représentant actuel est Tesfaye Werasa.